# Drepanocladus hallii
Drepanocladus hallii är en bladmossart som beskrevs av Brotherus och Hugh Neville Dixon 1916. Drepanocladus hallii ingår i släktet krokmossor, och familjen Amblystegiaceae. IUCN kategoriserar arten globalt som otillräckligt studerad. Inga underarter finns listade i Catalogue of Life.